# Fang Lizhi
Fang Lizhi (Beijing, China, 12 de fevereiro de 1936 – Tucson, Estados Unidos, 6 de abril de 2012) foi um astrofísico chinês, vice-presidente da Universidade de Ciência e Tecnologia da China, e ativista, cujas ideias inspiraram o movimento estudantil pró-democracia de 1986-87, culminando no protesto na Praça da Paz Celestial em 1989. Por causa de seu ativismo, ele foi expulso do Partido Comunista da China em janeiro de 1987. Em 1989, ocasião da grande repressão aos movimentos estudantis por parte do governo Chinês, Fang se refugiou na embaixada dos Estados Unidos em Pequim durante um ano, até que conseguisse permissão das autoridades chinesas para deixar seu país. 